# Im Schatten der Stars
Im Schatten der Stars (Originaltitel: In the Shadow of the Stars, Untertitel: The Lives of Singers) ist ein oscarprämierter Dokumentarfilm von Allie Light und Irving Saraf aus dem Jahr 1991.

## Inhalt
Im Mittelpunkt des Films stehen die Chorsänger und -sängerinnen der San Francisco Opera, die meist im Hintergrund als Teil eines Opern-Ensembles unauffällig und wenig beachtet ihre Dienste tun. In den geführten Interviews wird aber deutlich, dass viele von ihnen die Hoffnung nicht aufgegeben haben, eines Tages den Sprung in die Riege der Solisten zu schaffen, die im Rampenlicht stehen. Die Auswahl der Interviewpartner ist bunt gemischt und zeigt auf, welchen Einsatz jeder Einzelne von ihnen leistet, um dieses Ziel zu erreichen. Zu den Interviews wird jeweils ein Ausschnitt gezeigt, in welcher Oper die Person welchen Part übernommen hat.

“All of us are stars. Some are greater stars, and some are smaller stars. It’s like a constellation. If you’re Orion, and you’re the belt in Orion, then you’re Mr. Domingo, or Mr. Pavarotti, or Madame(s) Caballé or Freni. But then there are the other people who fill out the heavens like the Milky Way. That’s the chorus. And they are stars, too. And they’re us.”

„Wir alle sind Stars. Einige sind größere Stars und einige sind kleinere Stars. Es ist wie ein Sternenbild. Wenn Sie Orion sind, und Sie sind der Oriongürtel, dann sind Sie Mr. Domingo oder Mr. Pavarotti oder Madame Caballé oder Freni. Aber dann gibt es noch die anderen, die den Himmel wie die Milchstraße ausfüllen. Das ist der Chor. Und sie sind auch Stars. Und sie sind wir.“

### Namentlich bekannte Interviewpartner
- Paul Gudas, Tenor[1]
- Frederick Matthews, Bariton[2][3]
- Claudia Siefer, Mezzosopran[4]
- Karl Saarni
- Shelley Seitz[5][4]
- Sigmund Seigel, Tenor[6][7]
- Daniel Becker (1947–2000), Bass / Bariton / Tenor[8][9]
- Christine Lundquist, Sopran
- David Burnakus[10]
- Ruth Ann Swenson, Sopran[11]
- Tom Reed, Tenor

### Im Film gezeigte Opernausschnitte
- Macbeth
- La Gioconda
- Die Meistersinger von Nürnberg
- Il trovatore
- L’Africaine
- La Bohème
- The Rake’s Progress
- Der fliegende Holländer

## Hintergrund
Die Verwirklichung dieses Films war für Allie Light eine Herzensangelegenheit. Ihr erster Ehemann war der Tenor Charles „Chas“ Hilder, der 1966 früh im Alter von 33 Jahren an den Folgen eines Non-Hodgkin-Lymphoms verstarb und bis dahin dem Chor der San Francisco Opera angehörte. In jenen Tagen war die Tätigkeit des Chors auf Teilzeit beschränkt und Sozialleistungen wurden nicht gewährt, deshalb arbeitete Hilder zusätzlich noch als Lehrer, um den Lebensunterhalt seiner Familie sichern zu können. Ab Ende der 1950er Jahre begann er, heimlich „seine Stars“ mit einer 8mm Bolex-Pocket-Kamera zu filmen, deren reflektierende Flächen er abgeklebt hatte und die er unter seinem Kostüm verbarg. Die Aufnahmen aus Hilders Nachlass waren Lights Inspiration zu diesem Film und wurden teilweise als Archivmaterial mit eingebettet. Der Film ist ihm gewidmet. („Una furtiva lagrima“)

## Kritiken
„Mit viel Humor und Respekt vor diesen [vielen professionellen Sängern, die im Chor oder in Nebenrollen singen, es aber nie zu Starruhm bringen], werden menschliche Schicksale beleuchtet, die zusammen ein ebenso spannendes wie unterhaltsames Psychogramm eines Operbetriebes ergeben.“

## Nominierungen und Auszeichnungen
- 1991: Nominierung für den Großen Preis der Jury als Bester Dokumentarfilm beim Sundance Film Festival
- 1992: Oscar in der Kategorie Bester Dokumentarfilm[17]

## Wissenswertes
Auch wenn sie ihren Traum nie aufgegeben haben, ist über die Jahre hinweg manch einer der Interviewten zu einer festen Größe der „Backgroundsänger“ geworden:
- Frederick Matthews (* 1955), seit 1983 nach wie vor bei der San Francisco Opera engagiert (Stand 2021).[2][3]
- Claudia Siefer, Mitglied von 1975 bis 2019[4]
- Shelley Seitz, Mitglied von 1977 bis 2019[4][5]
- Tom Reed, Mitglied von 1975 bis 2015[18]
- Sigmund Seigel, Mitglied seit 1981[6][7]
- Daniel Becker (1947–2000), Mitglied von 1975 bis zu seinem Tod im Jahr 2000[8][9]